# Contrapunct în alb (1964)
Contrapunct în alb este un film românesc din 1964 regizat de Savel Stiopul.